# Silsbee
Silsbee és una població dels Estats Units a l'estat de Texas. Segons el cens del 2000 tenia 6.393 habitants.

## Demografia
Segons el cens del 2000, Silsbee tenia 6.393 habitants, 2.385 habitatges, i 1.714 famílies. La densitat de població era de 327,8 habitants per km².
Dels 2.385 habitatges en un 35,1% hi vivien nens de menys de 18 anys, en un 50,8% hi vivien parelles casades, en un 17,4% dones solteres, i en un 28,1% no eren unitats familiars. En el 25,7% dels habitatges hi vivien persones soles el 13,8% de les quals corresponia a persones de 65 anys o més que vivien soles. El nombre mitjà de persones vivint en cada habitatge era de 2,56 i el nombre mitjà de persones que vivien en cada família era de 3,06.
Per edats la població es repartia de la següent manera: un 27,3% tenia menys de 18 anys, un 7,4% entre 18 i 24, un 25,3% entre 25 i 44, un 21% de 45 a 60 i un 19% 65 anys o més.
L'edat mediana era de 38 anys. Per cada 100 dones de 18 o més anys hi havia 78 homes.
La renda mediana per habitatge era de 33.549 $ i la renda mediana per família de 40.784 $. Els homes tenien una renda mediana de 35.351 $ mentre que les dones 23.558 $. La renda per capita de la població era de 19.111 $. Aproximadament el 15,9% de les famílies i el 17,2% de la població estaven per davall del llindar de pobresa.

## Poblacions més properes
El següent diagrama mostra les poblacions més properes.